# Jovino José Fernandes
Jovino José Fernandes (Livramento de Nossa Senhora, 28 de abril de 1886 – Três Lagoas, 19 de março de 1951) foi um empresário brasileiro, pioneiro responsável pela introdução da agroindústria açucareira no Bolsão Sul-Matogrossense baseando-se em inovadoras tecnologias para sua época.

## Biografia
Filho de Manuel José Fernandes e Ana Celestina de Jesus, lidou, desde a infância, com a cana-de-açúcar e seus produtos. Seu pai possuía uma propriedade rural de tamanho considerável e, apesar de não ser particularmente rico, Manoel José Fernandes ficou conhecido por sua habilidade com trabalhos de irrigação, o que dava a suas terras grande produtividade e lhe permitia possuir meeiros. No entanto, o casal Manoel, português, e Ana Celestina, uma escrava negra, tiveram vários filhos: Porfírio, José, Jovino, Martinho, Catarino, Adulina e Marta; e a propriedade não era grande o suficiente para comportar a todos.
Sendo assim, em meados de 1900, Jovino abandonou a propriedade da família em busca de maiores oportunidades. Fez parte do percurso a vapor, pelo Rio São Francisco, de Bom Jesus da Lapa, na Bahia, até Pirapora, em Minas Gerais. O restante da viagem a São Paulo, fez no lombo de uma mula ou a cavalo. Em São Paulo, trabalhou em cafezais em Ribeirão Preto e Agudos. Uma vez razoavelmente estabelecido, Jovino retornou à fazenda paterna para buscar os irmãos que estivessem interessados em vir consigo. Vieram José, Martinho e Catarino. Depois, vieram Adulina e Marta, esta última tendo falecido em uma vila chamada Lajeado, já em Mato Grosso.
Seguindo a fronte pioneira que se movia para o oeste, partindo do estado de São Paulo, Jovino José Fernandes chegou na segunda metade da década de 1900 à região leste do Mato Grosso do Sul, então Mato Grosso, na área onde hoje se localizam os municípios de Três Lagoas e Inocência. Ali continuou a prestar serviços a fazendeiros, até que pôde comprar as próprias terras.
Também conheceu Zulmira Maria de Jesus, a primeira treslagoense, filha de Luís Correia Neves Filho e Claudina Corrêa Neves, naturais de Paranaíba e uns dos primeiros habitantes não-ameríndios da região. Zulmira, nascida por volta de 1885, estava viúva havia dois anos quando conheceu Jovino, por volta de 1909. Havia sido casada com Alexandre Batista Parrera, irmão de Manoel Batista, João Batista, Evangelista Batista, “Neném” Batista e Vicente Batista. Com Alexandre Batista Parrera, Zulmira tivera Antônio Batista Parrera (nascido em 1898), Januário Batista Parrera, Luísa Batista e Alexandre Batista Primo. Ao casar-se com Zulmira Maria de Jesus, Jovino José Fernandes a ajudou a criar seus filhos.
Martinho casou-se com Luísa Batista, filha de Zulmira Maria de Jesus e, portanto, enteada de seu irmão, Jovino. Ao se casar com Martinho, Luísa tinha a mesma idade que a mãe quando do primeiro casamento desta, ou seja, treze anos.
Na propriedade às margens do Ribeirão Beltrão, Jovino José Fernandes se dedicou ao que sabia fazer melhor, ou seja, à cana-de-açúcar e seus derivados. Também possuía grande criação suína e um considerável número de bovinos, entre 600 e 800 cabeças. Eram seus vizinhos Misael Garcia Moreira e João Moreira, filhos do Capitão Benevenuto, além de Francisco Salles da Rocha.
Na fazenda Beltrão, Jovino José Fernandes, dedicando-se à produção de rapadura e pinga, torna-se o homem mais rico da região, mais até que Misael Garcia Moreira, seu vizinho. Era conhecido por ser extremamente organizado e tomar notas de tudo em um caderno. Nesta época de progresso, no final da década de 1920, no entanto, cai em um golpe que significará sua derrocada financeira.
Nas proximidades da fazenda Beltrão, existia a propriedade de nome Canaã, do advogado Generoso Alves de Siqueira. Nessa fazenda de Generoso Siqueira, trabalhava Manuel Elias, que, além de seu funcionário, devia-lhe também 150 contos de réis. Devido à dívida, Manuel Elias havia sido impedido pela justiça de vender os poucos bens de foro ou de raíz que possuía, entre eles uma pequena propriedade vizinha à fazenda Beltrão, a fazenda Goiabeira. Desrespeitando a decisão judicial, no entanto, vendeu a fazenda Goiabeira a seu sobrinho, Manuel Elias Ferreira. Este último, ao descobrir que a propriedade não poderia ser vendida e que teria de devolvê-la, de má fé a vendeu para Jovino José Fernandes. Para a compra da fazenda Goiabeira, Jovino entregou grande parte de seu rebanho bovino, cerca de 600 rezes, a Misael Garcia Moreira, que, em troca, pagaria o vendedor em dinheiro. Ao passar o rebanho a Misael Garcia Moreira, Jovino José Fernandes abriu mão de garrotes quase maduros, que acompanhavam suas mães como não existissem, além de touros, que, apesar de custarem individualmente dez vezes mais que uma vaca, contaram como se as fossem.
Perdeu a esposa, Zulmira Maria de Jesus, em 22 de julho de 1932. Ela adquirira pneumonia e, devido à Revolução Constitucionalista, da qual Três Lagoas participara ao lado do estado de São Paulo, o enviado de Jovino para trazer remédios a sua esposa não conseguira furar a barreira no Rio Sucuriú para atingir a cidade e voltar em tempo. Zulmira faleceu um dia antes de Santos Dumont, que se matou devido ao uso de aviões (sua invenção) como máquinas da morte na mesma revolução. Com Zulmira, Jovino tivera cinco filhos: Ana Maria (Sinhana), Josefa, Pedro José Fernandes e Abadia.
Após a morte de Zulmira, Jovino perdeu, também, a fazenda Goiabeira, que lhe fora vendida como parte de um golpe. Já sem a maior parte de seu rebanho bovino, nem seu gigantesco engenho, sua fábrica de rapadura e sua destilaria foram capazes de lhe tirar do limbo financeiro em que o calote lhe colocara.
No ano de 1938, Jovino José Fernandes casou-se novamente, desta vez com Irondina Garcia Leal, com quem teve sua última filha, Paulina. Falece a 19 de março de 1951 e é enterrado em sua vasta fazenda Beltrão.